# Onthophagus phanaeides
Onthophagus phanaeides är en skalbaggsart som beskrevs av Frey 1956. Onthophagus phanaeides ingår i släktet Onthophagus och familjen bladhorningar. Inga underarter finns listade i Catalogue of Life.